# Dianópolis
Dianópolis es un municipio brasileño del estado del Tocantins. Se localiza a una latitud 11º37'40" sur y a una longitud 46º49'14" oeste, estando a una altitud de 693 metros. Su población informada por el IBGE en 2007 es de 18.537 habitantes.
Posee un área de 3229,9 km².
El municipio es considerado como el más alto del estado del Tocantins y el 3º más alto de toda la Región Norte del Brasil, perdiendo apenas para los municipios de Pacaraima y Uiramutã, que son ambos localizados en el estado de Roraima. Por causa de este hecho, el municipio posee un clima relativamente frío para los parámetros del Tocantins. Su antiguo nombre era São José do Duro.

## Historia
El origen del nombre "Dianópolis" está relacionada con Francisco de las Chagas Moura, que fue prefecto del municipio entre los años de 1934 a 1938. Entonces, la ciudad se llamaba "São José do Duro". "Duro" era una simplificación de "D´ouro", una vez que la región era rica en oro en su subsuelo.